# David Wengrow
David Wengrow est un archéologue britannique et Professeur d'Archéologie Comparative à l'Institut d'Archéologie et l'University College de Londres. Il est le co-auteur du best-seller Au Commencement était... une nouvelle histoire de l'humanité,  qui est finaliste du Prix Orwell en 2022. Wengrow contribue à des essais sur les inégalités sociales et le réchauffement climatique, au Guardian et au New York Times. En 2021 il est classé dans le top 10 des 100 personnes les plus influentes de la ArtReview.

## Scolarité
David Wengrow rejoint l'université d'Oxford en 1993 où il obtient un bachelor en archéologie et anthropologie. Il passe un master en archéologie mondiale en 1998 et un doctorat de philosophie, sous la direction de Roger Moorey, qu'il obtient en 2001. Andrew Sherratt (en) a une grande influence sur Wengrow durant le cursus de ce dernier à Oxford.

## Carrière Académique
Entre 2001 et 2004, David Wengrow est le collègue d'Henri Frankfort à l'Institut Warburg, et enseignant-chercheur à Christ Church (Oxford). Il est nommé maître de conférence à l'Institut d'archéologie de l'University College de Londres en 2004, et en 2011 il devient Professeur d'archéologie comparative, avec l'aide de Peter Ucko.
Il mène des fouilles archéologiques en Afrique et au Moyen-Orient plus récemment avec le Musée Sulaymaniyah au Kurdistan Irakien. Il est l'auteur de trois livres et de nombreux articles académiques sur les origines de l'écriture, l'art préhistorique, les sociétés Néolithiques et l'émergence des premiers États en Égypte et en Mésopotamie.
En 2020, il achève avec David Graeber, juste avant la mort de ce dernier, l'écriture d'Au Commencement était... une nouvelle histoire de l'humanité He is an elected Fellow of the Society of Antiquaries. Le livre est publié en 2021.

## Distinctions
David Wengrow reçoit l'Antiquity Prize ; le Rostovtzeff Lectures par l'Université de New York ; le Jack Goody Lectures par l'Institut Max Planck ; le Biennial Henry Myers Lecture par l'Institut Royal d'Anthropologie de Grande-Bretagne ; le Radcliffe-Brown Lecture in Social Anthropology par l'Académie Britannique et le Sigmund H. Danziger Jr. Memorial Lecture in the Humanities de l'Université de Chicago. Il a participé comme coordinateur externe pour le Mellon Research Initiative à l'Université des Beaux-Arts de New-York et est Eminent visiteur à l'Université d'Auckland.
En 2023, il est récompensé de la chaire Albertus Magnus à l'Université de Cologne, dont les précédents lauréats étaient entre autres Michael Tomasello, Bruno Latour et Judith Butler. Il est également élu membre de la Society of Antiquaries of London.

## Publications en anglais

### Livres
- The Archaeology of Early Egypt: Social Transformations in North-East Africa, 10,000–2650 BC. Cambridge: Cambridge University Press 2006.
- What Makes Civilization?: The Ancient Near East and the Future of the West. Oxford & New York: Oxford University Press 2010.
- The Origins of Monsters: Image and Cognition in the First Age of Mechanical Reproduction. Princeton, NJ: Princeton University Press 2014.
- The Dawn of Everything: A New History of Humanity (co-authored with David Graeber). New York City: Farrar, Straus and Giroux 2021

### Courts essais (anglais)
- "A History of True Civilisation is Not One of Monuments". Aeon 2018.
- (co-écrit avec David Graeber). "How to Change the Course of Human History (At Least the Part That's Already Happened)". Eurozine 2018.
- "Rethinking Cities from the Ground Up". The British Academy 2019.
- (co-authored with David Graeber). "Hiding in Plain Sight: Democracy's Indigenous Origins in the Americas". Laphams Quarterly 2020
- "Apocalypse No! Pseudo-Archaeology, Ancient Tech-Lords, and Ordinary People.". The Nation 2022.
- "Beyond kingdoms and empires: an archaeological revolution transforms our image of human freedoms". Aeon 2024.

### Ouvrage traduit
David GRAEBER et David WENGROW, Au commencement était : Une nouvelle histoire de l'humanité, Les Liens qui Libèrent, 2021, 752 p. (ISBN 979-10-209-1030-1)